# Pellouailles-les-Vignes
Pour les articles homonymes, voir Vignes.
Pellouailles-les-Vignes est une ancienne commune française située dans le département de Maine-et-Loire, en région Pays de la Loire, devenue le 1er janvier 2016, une commune déléguée de la commune nouvelle de Verrières-en-Anjou.

## Géographie
Situé à 11 kilomètres d'Angers par l'autoroute A11, Pellouailles-les-Vignes est une commune qui se trouve en périphérie nord-est d'Angers.

## Toponymie
Le nom de la localité est attesté sous la forme Pelloeille en 1237.

## Histoire
Pourquoi Pellouailles devint Pellouailles-les-Vignes : par décret du 13 novembre 1920, signé par le Président du Conseil, Georges Clemenceau, « le Père la Victoire », fit rajouter « les-Vignes » en remerciement de son effort de guerre. En effet à cette époque Pellouailles était une commune de vignobles, productrice de vin, vin qui fut entièrement consacré à la consommation des Poilus, et le pinard fut un pilier du moral des soldats dans les tranchées.

## Politique et administration

### Administration municipale

#### Administration actuelle
Depuis le 1er janvier 2016 Pellouailles-les-Vignes constitue une commune déléguée au sein de la commune nouvelle de Verrières-en-Anjou et dispose d'un maire délégué.
| Période      | Période  | Identité           | Étiquette | Qualité |
| ------------ | -------- | ------------------ | --------- | ------- |
| janvier 2016 | En cours | Jean-Pierre Mignot |           |         |

#### Administration ancienne
| Période                                  | Période              | Identité                 | Étiquette | Qualité                                                               |
| ---------------------------------------- | -------------------- | ------------------------ | --------- | --------------------------------------------------------------------- |
| Les données manquantes sont à compléter. |                      |                          |           |                                                                       |
| mai 1929                                 | octobre 1959 (décès) | Émile Drouin             |           |                                                                       |
| novembre 1959                            | mars 1971            | Jean Paillard            |           | Avocat et notaire Président de la chambre départementale des notaires |
| mars 1971                                | mars 1983            | Roger Julien             | DVG       | Instituteur et directeur d'école retraité                             |
| mars 1983                                | juin 1995            | Lucien Voisine           |           |                                                                       |
| juin 1995                                | mars 2001            | Gérard Marteau           |           | Correspondant local de presse                                         |
| mars 2001                                | mars 2014            | Martine Bouchaud-Blégent | PS        | Écrivaine public                                                      |
| mars 2014                                | décembre 2015        | Jean-Pierre Mignot       | DVD       | Cadre administratif et financier retraité                             |

Liste des premiers maires :

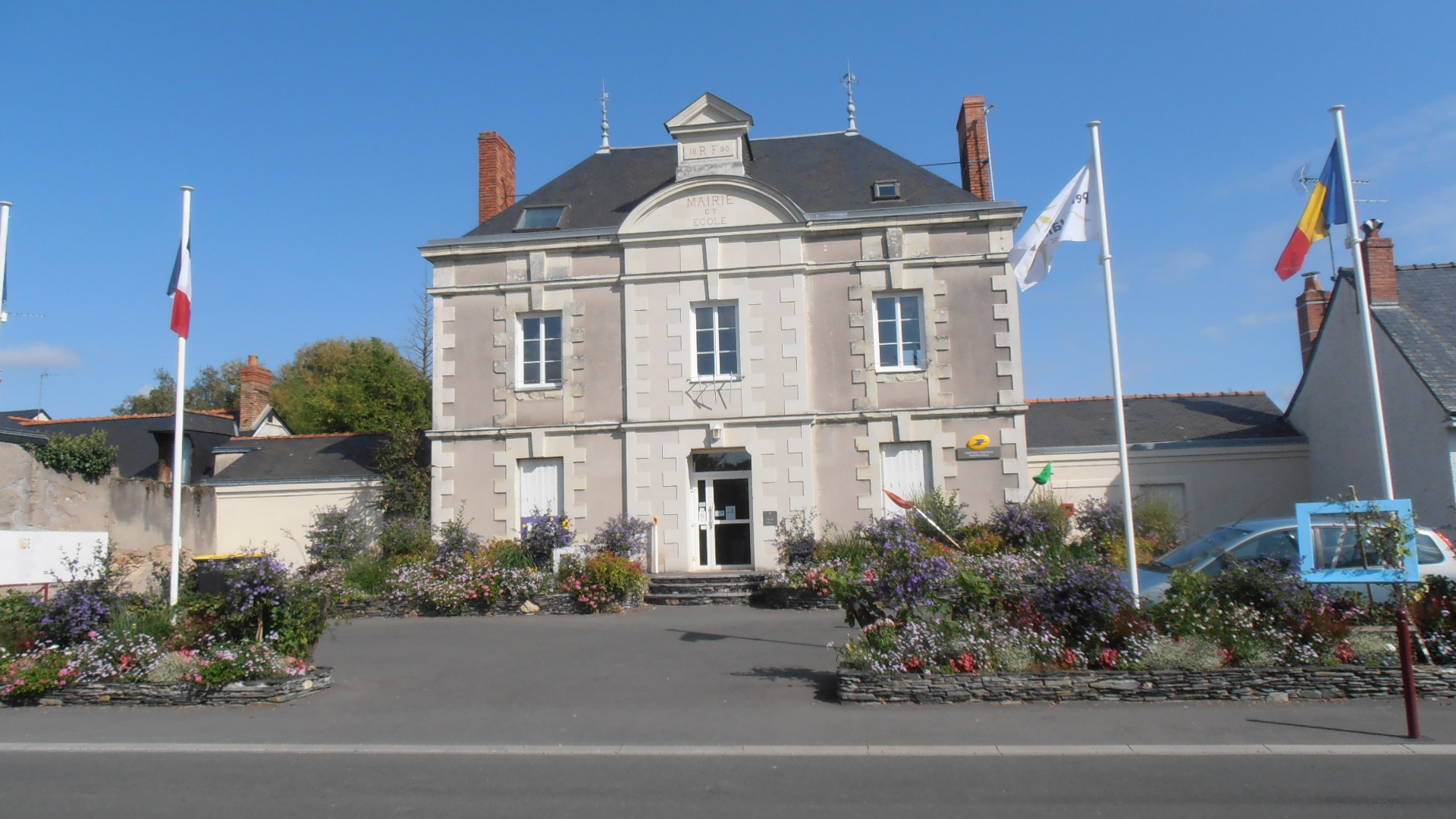
La mairie.

- 1790-1792 : René Février est le premier maire de Pellouailles. Il est vraisemblablement élu en février 1790 (élection nationale) et il assure cette fonction jusqu'en octobre 1792. C'est un notable qui était auparavant syndic de la municipalité (1788-1790).
- 1792-1795 : Nicolas Hamon (15/08/1758 – 04/02/1852) est un jeune propriétaire âgé d'environ 33 ans lorsqu'il devient maire. Il cesse ses activités de maire lorsque les municipalités cantonales sont créées en 1795.
- 1795-1797 : François Gabriel Bellière (22/02/1769 – 13/09/1845) est l'agent municipal de Pellouailles. Il représente Pellouailles dans la municipalité cantonale. C'est un jeune marchand âgé de 26 ans.
- 1797-1800 : Martin Drouard (13/11/1747 – 25/07/1831) est l'agent municipal de Pellouailles. C'est un couvreur âgé de 52 ans.
- 1800 - 1815 : Nicolas Hamon (15/08/1758 - 4/02/1852) est nommé maire de Pellouailles par le préfet. Il exerce pendant 15 ans jusqu’en novembre 1815. Il resta ensuite conseiller municipal jusqu’en septembre 1830.

### Intercommunalité
La commune était membre en 2015 de la communauté d'agglomération d'Angers Loire Métropole, elle-même membre du syndicat mixte Pays Loire-Angers.

### Autres circonscriptions
Jusqu'en 2014, Pellouailles-les-Vignes fait partie du canton d'Angers-Nord-Est et de l'arrondissement d'Angers. Ce canton compte alors quatre communes et une fraction d'Angers. C'est l'un des quarante-et-un cantons que compte le département ; circonscriptions électorales servant à l'élection des conseillers généraux, membres du conseil général du département. Dans le cadre de la réforme territoriale, un nouveau découpage territorial pour le département de Maine-et-Loire est défini par le décret du 26 février 2014. La commune est alors rattachée au canton d'Angers-6, avec une entrée en vigueur au renouvellement des assemblées départementales de 2015.

## Population et société

### Évolution démographique
L'évolution du nombre d'habitants est connue à travers les recensements de la population effectués dans la commune depuis 1793. À partir du 1er janvier 2009, les populations légales des communes sont publiées annuellement dans le cadre d'un recensement qui repose désormais sur une collecte d'information annuelle, concernant successivement tous les territoires communaux au cours d'une période de cinq ans. 
Pour les communes de moins de 10 000 habitants, une enquête de recensement portant sur toute la population est réalisée tous les cinq ans, les populations légales des années intermédiaires étant quant à elles estimées par interpolation ou extrapolation. Pour la commune, le premier recensement exhaustif entrant dans le cadre du nouveau dispositif a été réalisé en 2004,.
En 2013, la commune comptait 2 500 habitants, en évolution de +2,42 % par rapport à 2008 (Maine-et-Loire : +3,3 %, France hors Mayotte : +2,49 %).
| 1793 | 1800 | 1806 | 1821 | 1831 | 1836 | 1841 | 1846 | 1851 |
| ---- | ---- | ---- | ---- | ---- | ---- | ---- | ---- | ---- |
| 510  | 387  | 486  | 496  | 470  | 495  | 471  | 499  | 505  |

| 1856 | 1861 | 1866 | 1872 | 1876 | 1881 | 1886 | 1891 | 1896 |
| ---- | ---- | ---- | ---- | ---- | ---- | ---- | ---- | ---- |
| 460  | 436  | 431  | 440  | 431  | 431  | 403  | 416  | 428  |

| 1901 | 1906 | 1911 | 1921 | 1926 | 1931 | 1936 | 1946 | 1954 |
| ---- | ---- | ---- | ---- | ---- | ---- | ---- | ---- | ---- |
| 415  | 421  | 417  | 410  | 428  | 411  | 391  | 437  | 446  |

| 1962 | 1968 | 1975 | 1982 | 1990  | 1999  | 2004  | 2009  | 2013  |
| ---- | ---- | ---- | ---- | ----- | ----- | ----- | ----- | ----- |
| 450  | 430  | 456  | 944  | 1 696 | 2 154 | 2 300 | 2 503 | 2 500 |

### Pyramide des âges
La population de la commune est relativement jeune. Le taux de personnes d'un âge supérieur à 60 ans (10,7 %) est en effet inférieur au taux national (21,8 %) et au taux départemental (21,4 %).
Contrairement aux répartitions nationale et départementale, la population masculine de la commune est sensiblement égale à la population féminine.
La répartition de la population de la commune par tranches d'âge est, en 2008, la suivante :
- 49,7 % d’hommes (0 à 14 ans = 26,7 %, 15 à 29 ans = 19,7 %, 30 à 44 ans = 23,8 %, 45 à 59 ans = 19 %, plus de 60 ans = 10,9 %) ;
- 50,3 % de femmes (0 à 14 ans = 25,9 %, 15 à 29 ans = 17,8 %, 30 à 44 ans = 26,2 %, 45 à 59 ans = 19,4 %, plus de 60 ans = 10,6 %).

| Hommes | Classe d’âge | Femmes |
| ------ | ------------ | ------ |
| 0,1    | 90 ans ou +  | 0,2    |
| 2,1    | 75 à 89 ans  | 2,5    |
| 8,7    | 60 à 74 ans  | 7,9    |
| 19,0   | 45 à 59 ans  | 19,4   |
| 23,8   | 30 à 44 ans  | 26,2   |
| 19,7   | 15 à 29 ans  | 17,8   |
| 26,7   | 0 à 14 ans   | 25,9   |

| Hommes | Classe d’âge | Femmes |
| ------ | ------------ | ------ |
| 0,4    | 90 ans ou +  | 1,1    |
| 6,3    | 75 à 89 ans  | 9,5    |
| 12,1   | 60 à 74 ans  | 13,1   |
| 20,0   | 45 à 59 ans  | 19,4   |
| 20,3   | 30 à 44 ans  | 19,3   |
| 20,2   | 15 à 29 ans  | 18,9   |
| 20,7   | 0 à 14 ans   | 18,7   |

### Vie locale

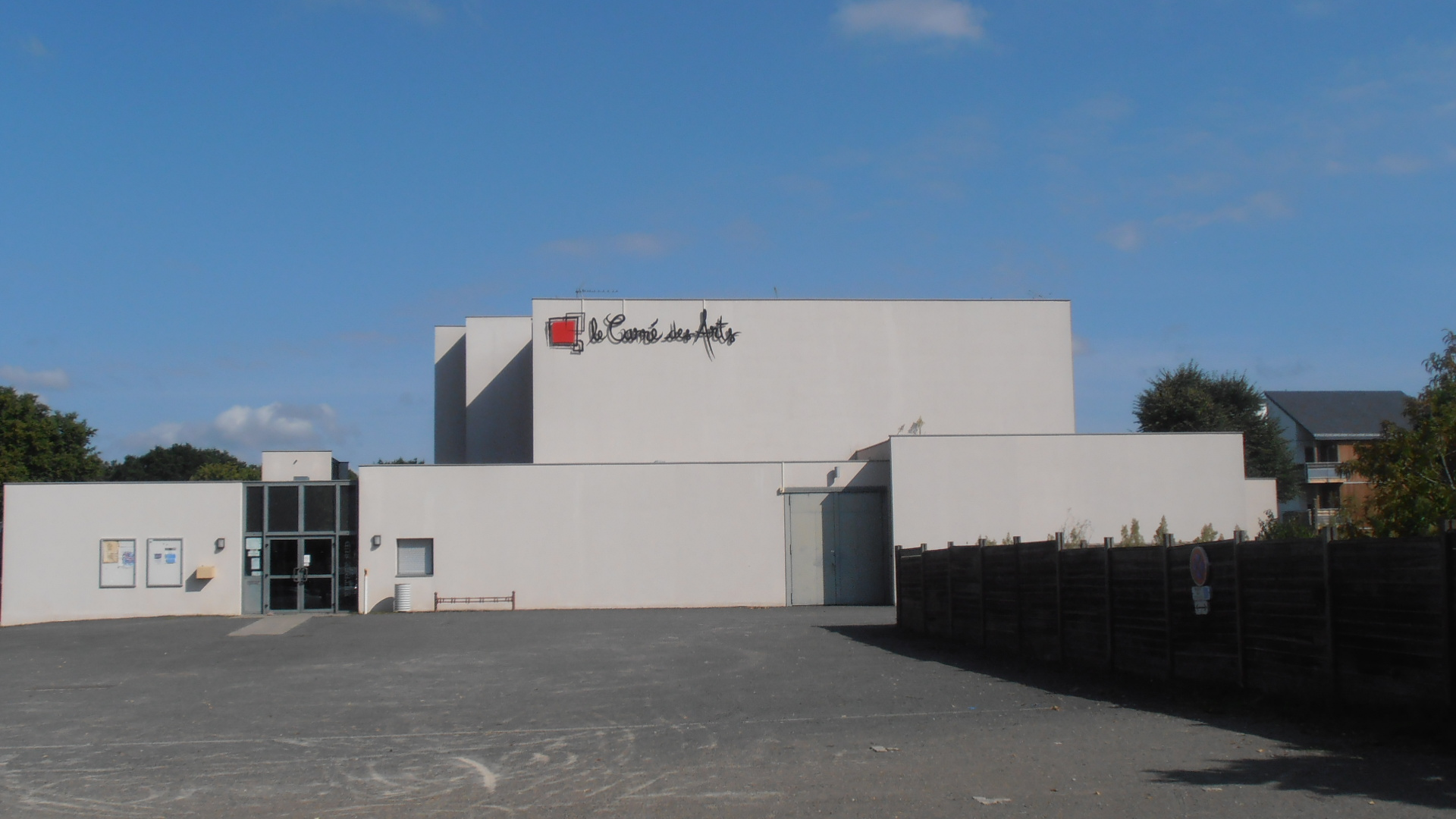
Centre artistique de Pellouailles
Le Carré des Arts.

## Économie
Sur 117 établissements présents sur la commune à fin 2010, 5 % relevaient du secteur de l'agriculture (pour une moyenne de 17 % sur le département), 9 % du secteur de l'industrie, 9 % du secteur de la construction, 60 % de celui du commerce et des services et 16 % du secteur de l'administration et de la santé.

## Culture locale et patrimoine

### Lieux et monuments
- Église Saint-Emerance

### Personnalités liées à la commune
- Jacques Dillé (1754-1810), prêtre dans la tourmente révolutionnaire.
- René Audio (1787-1861), maire de Pellouailles au XIXe siècle et qui traversa plusieurs régimes.
- Charles-Michel Billard (1800-1832), médecin et chercheur né à Pellouailles le 16 juin 1800.
- Auguste Symphorien Alleaume (1821-1895), père d'Auguste Alleaume et Ludovic Alleaume.